# The Raging Wrath Of The Easter Bunny Demo
The Raging Wrath Of The Easter Bunny Demo es el cuarto álbum de estudio de la banda californiana de música experimental Mr. Bungle, lanzado en 2020.

Se trata de una regrabación de su primera demo llamada The Raging Wrath Of The Easter Bunny, que fue grabada cuando los integrantes tenían entre 16 y 18 años y estaba totalmente orientada al metal en vez de tener los cambios de estilo habituales en la banda. Es su primer álbum en veinte años, tras su separación en el año 2000.

## Antecedentes
En agosto de 2019, Mr. Bungle anunció su regreso para dar una serie de conciertos en febrero de 2020 en los que tocarían canciones de su primera demo, canciones que compusieron en aquellos años y quedaron fuera de la demo y versiones de otros artistas. La nueva formación de Mr. Bungle para estos conciertos, orientada al metal, cuenta con la incorporación de Scott Ian, guitarrista de Anthrax, y Dave Lombardo, exbaterista de Slayer. Después de dar estos conciertos, anunciaron que seleccionarían algunas de las canciones tocadas en vivo para meterlas en un nuevo álbum.
El 5 de junio, Mr. Bungle publicó USA, una versión de The Exploited que fue tocada en los conciertos de febrero pero finalmente no entró en el álbum. La banda donó el dinero recibido durante un mes con este single a MusiCares.
El 13 de agosto, publicaron el primer single del álbum, Raping Your Mind, incluyendo el segundo video musical de la historia de la banda. Junto al lanzamiento del single fueron anunciados el título del álbum y la fecha de lanzamiento del mismo, el 30 de octubre.
El 24 de septiembre, la banda publicó Eracist como segundo single del álbum, incluyendo también un vídeo musical. A diferencia de los demás singles, Eracist no estaba incluida en la demo original.
El 23 de octubre, fue publicado Sudden Death como último single. Si bien al ser lanzado no incluyó videoclip, se anunció uno al final del concierto online que la banda dio en Halloween y fue publicado el 12 de noviembre.

## Lista de canciones
| N.º | Título                                                                                    | Duración |  |
| 1.  | «Grizzly Adams»                                                                           | 2:55     |  |
| 2.  | «Anarchy Up Your Anus»                                                                    | 2:15     |  |
| 3.  | «Raping Your Mind»                                                                        | 5:53     |  |
| 4.  | «Hypocrites / Habla Español O Muere» (parcialmente una versión de Stormtroopers of Death) | 3:43     |  |
| 5.  | «Bungle Grind»                                                                            | 6:30     |  |
| 6.  | «Methematics»                                                                             | 8:45     |  |
| 7.  | «Eracist»                                                                                 | 3:52     |  |
| 8.  | «Spreading the Thighs of Death»                                                           | 5:59     |  |
| 9.  | «Loss for Words» (original de Corrosion of Conformity)                                    | 4:16     |  |
| 10. | «Glutton for Punishment»                                                                  | 4:49     |  |
| 11. | «Sudden Death»                                                                            | 7:30     |  |

## Personal
- Mike Patton - Voz
- Trey Spruance - Guitarra
- Scott Ian - Guitarra
- Trevor Dunn - Bajo
- Dave Lombardo - Batería

- Datos: Q101541840